# Горицкий район
Го́рицкий район — административно-территориальная единица в составе РСФСР, существовавшая в 1929—1931 и 1936—1963 годах.
Административный центр — село Горицы.

## История
Образован в 1929 году в составе Кимрского округа Московской области на территории бывших Горицкой и Калининской волостей Кимрского уезда, а также части территории Стоянцевской волости Кимрского уезда, Киверической волости Бежецкого уезда и Ильгощинской волости Тверского уезда.
В состав района первоначально входили сельсоветы: Акуловский, Алешевский, Андреевский, Афатовский, Бахаревский, Беляевский, Вандышевский, Вербилковский, Вереинский, Веринский, Верхне-Троицкий, Волосковский, Гайновский, Горицкий, Городенский, Городищенский, Горожанкинский, Дольницкий, Дорский, Дубровский, Дубьевский, Емельянихинский, Ескинский, Жирославский, Заручьевский, Зиновьихинский, Ивановский, Иванцевский, Ивишенский, Иевлевский, Ильгощинский, Киверический, Киселевский, Клюкинский, Коршевский, Кошкинский, Красновский, Кружацкий, Крюковский, Куликовский, Лосевский, Майковский, Некрасовский, Немеровский, Николо-Неверьевский, Новоникитинский, Пеньевский, Печетовский, Полянский, Правдовский, Пустырский, Радоминский, Раменский, Рогозихинский, Русиловский, Рыбушкинский, Саловский, Селецкий, Сельцовский, Сенинский, Сетковский, Слободинский, Старовский, Стоянцевский, Твороговский, Терботуньский, Филиппковский, Чуховский, Шевригинский, Якимцевский и Яковлевский.
20 мая 1930 года Крюковский с/с был передан в Кимрский район.
23 июля 1930 года Горицкий район был переподчинен непосредственно облисполкому.
18 мая 1931 года из Тверского района в Горицкий был передан Петрово-Озерский с/с.
15 сентября 1931 года Горицкий район упразднён. При этом 28 с/с отошло в Кимрский район, 12 — в Тверской район, 16 — в Кашинский район, 13 — в Бежецкий район.
В 1936 Горицкий район восстановлен в составе Калининской области.
В 1940 году в состав района входили следующие сельсоветы:
1. Алешово
2. Вандышевский
3. Вербиловский
4. Вереинский
5. Гайновский
6. Горицкий
7. Дубровский
8. Жилинский
9. Заручьевский
10. Зиновьихинский
11. Кошкинский
12. Красновский
13. Лосевский
14. Майковский
15. Н. Ивановский
16. Печетовский
17. Радоминский
18. Стоянцевский
19. Твроговский
20. Фроловский
21. Яковлевский

После упразднения в июле 1956 года Теблешского и Кушалинского районов, в состав Горицкого района вошли Городенский, Ивановский, Ильгощенский, Киверический, Некрасовский, Раменский и Сутокский сельсоветы.
22 октября 1959 года к Горицкому району была присоединена часть территории упразднённого Оршинского района.
Упразднен 13 февраля 1963 года. После упразднения территория Горицкого района вошла в состав Рамешковского и Кимрского районов Калининской области (с 1990 года — Тверская область).